# أ. إم. ستار
أ. إم. ستار هو سياسي أمريكي، ولد في 1820، وتوفي في 30 أبريل 1891 في سان فرانسيسكو في الولايات المتحدة. نشط حزبياً في الحزب الجمهوري.